# Miastkowo (gromada)
Miastkowo – dawna gromada, czyli najmniejsza jednostka podziału terytorialnego Polskiej Rzeczypospolitej Ludowej w latach 1954–1972.
Gromady, z gromadzkimi radami narodowymi (GRN) jako organami władzy najniższego stopnia na wsi, funkcjonowały od reformy reorganizującej administrację wiejską przeprowadzonej jesienią 1954 do momentu ich zniesienia z dniem 1 stycznia 1973, tym samym wypierając organizację gminną w latach 1954–1972.
Gromadę Miastkowo z siedzibą GRN w Miastkowie utworzono – jako jedną z 8759 gromad – w powiecie łomżyńskim w woj. białostockim, na mocy uchwały nr 18/V WRN w Białymstoku z dnia 4 października 1954. W skład jednostki weszły obszary dotychczasowych gromad Miastkowo, Tarnowo, Tarnowo Kolonia, Łuby Kurki, Łuby Kiertany, Czartoria, Sosnowiec i Zaruzie ze zniesionej gminy Miastkowo oraz miejscowość Orło z dotychczasowej
gromady Podosie ze zniesionej gminy Szczepankowo w tymże powiecie. Dla gromady ustalono 24 członków gromadzkiej rady narodowej.
31 grudnia 1959 do gromady Miastkowo przyłączono wieś Korytki Leśne ze znoszonej gromady Chmielewo oraz obszar zniesionej gromady Drogoszewo.
Gromada przetrwała do końca 1972 roku, czyli do kolejnej reformy gminnej. Z dniem 1 stycznia 1973 roku reaktywowano gminę Miastkowo.